# Quatre Bornes
Quatre Bornes ist mit 80.961 Einwohnern (Stand 2005) die fünftgrößte Stadt auf der Insel Mauritius und liegt auf einer Hochebene im Zentrum der Insel im Bezirk Plaines Wilhems.

## Name und Geschichte
Der Name Quatre Bornes ‚vier Grenzsteine‘ bezieht sich auf vier historische Grenzsteine, die die Distrikte Palma, Bassin, Trianon und Beau Séjour markierten und zuerst auf einer Karte von 1880 erschienen. Eine andere Lesart beschreibt die Steine als Grenzpunkte von Plaine Wilhems, Moka und Rivière Noire. Eine weitere Version besagt, dass im Jahr 1761 zwei Grundbesitzer, ein „Mabille“ und ein „Desveaux“ Streitigkeiten um Land hatten und daher einen Prozess führten, den Cas des Quatre Bornes ‚Fall der vier Grenzsteine‘. Es gibt aber noch weitere Möglichkeiten zur Deutung des Namens.
Die französische Periode in der Geschichte des Ortes beginnt 1721 mit einem Siedler aus Preußen namens Wilhem Leicknig, nach dem später der Distrikt Plaines Wilhems benannt wurde. 1740 steckte der französische Kartograf Guyomar die Grenzen des heutigen Bezirks ab und bezeichnete die Gegend „als Waldgebiet, das langsam besiedelt werde“. Die Hochebene, auf der Quatre Bornes liegt, wurde nach einem Barthelemy Fanfou de St Pierre benannt. 1752 wurde das Gebiet durch einen Monsieur Boudard vermessen und 1764 nannte Joseph François de Charpentier Cossigny, ein Ingenieur der Französischen Ostindienkompanie, sein Interessengebiet Palma. 1770 erwähnte der Schriftsteller Jacques-Henri Bernardin de Saint-Pierre in seinem Roman Paul et Virginie die Berggruppe Trois Mamelles ‚Die drei Brüste‘. 1790 gab es den ersten Bürgermeister in Quatre Bornes.
1810 begann die britische Herrschaft mit der Ernennung eines Magistrats für Quatre Bornes. 1850 war die Kirche St. Jean (Johanneskirche) fertiggestellt. Einen Bahnhof erhielt der Ort 1864 mit dem Bau der Bahnlinie. Damit begann eine schnelle wirtschaftliche Entwicklung. 1870 erschien der Ort erstmals auf einer Landkarte und erhielt 1890 offiziell den Status eines Dorfes. 1896 wurde es zur Stadt; 1904 ein Kloster gegründet, und 1941 wurde eine Markthalle errichtet. 1953 entstand eine Stadtbibliothek, und die Stadt wuchs weiter mit der Eingemeindung umliegender Dörfer. Nach 1980 war nach zwölf Jahren Unabhängigkeit von Großbritannien wieder ein Wirtschaftsaufschwung zu verzeichnen, der sich in Investitionen zeigt. Hauptwirtschaftszweige sind Handel und Industrie.

## Persönlichkeiten
- Jean Margéot (1916–2009), römisch-katholischer Geistlicher, Bischof von Port-Louis 1969–1993, Kardinal
- Paul Bérenger (* 1945), Politiker
- Alain Harel (* 1950), katholischer Bischof von Port Victoria
- Prithvirajsing Roopun (* 1959), Politiker
- Annabelle Lascar (* 1985), Mittelstreckenläuferin
- Yeldi Louison (* 1991), Badmintonspielerin
- Aatish Lubah (* 1995), Badmintonspieler